# Гарофало, Рафаэле
Рафаэле Гарофало (итал. Raffaele Garofalo; 1851—1934) — итальянский юрист и криминолог, ученик Чезаре Ломброзо, представитель биологического направления в криминологии, автор теории «естественного преступления».

## Научная деятельность
Он посвятил свою жизнь изучению законов и развил позитивистскую теорию криминологии, в отличие от традиционных идей того времени. После получения юридической степени он изучал криминологию у Чезаре Ламброзо, отца этой науки. По словам Ламброзо, основные факторы, побудившие людей совершать преступления, были антропологическими. Идеи Гарофало считались принадлежащими позитивистской школе, и он объединил идеи своего учителя с психологией. Кроме того, он ввел ещё одну концепцию, касающуюся мелких правонарушений, которые непосредственно не нарушают целостность человека.
Эти действия считались «техническими нарушениями закона» и, следовательно, наказание было не таким суровым. Согласно этой концепции, эти действия могут быть решены с помощью штрафов или санкций.
Гарофало так же внес разные виды наказания. Среди них известны трое.
Первым видом наказания был смертный приговор.
— Вторым наказанием была так называемая частичная ликвидация, которая, в свою очередь, была разделена на две идеи: длительное заключение или изоляция в аграрных колониях для молодых людей, которых можно было реабилитировать..
— Третьим методом был так называемый принудительный ремонт. Это означает, что преступник должен был возместить ущерб, нанесенный совершенным преступлением.

### Основные работы
- Di un criterio positivo della penalità — Napoli: Leonardo Vallardi, 1880.
- Criminologia: studio sul delitto, sulle sue cause e sui mezzi di repressione. — Torino: Fratelli Bocca, 1885.; второе изд.: Criminologia: studio sul delitto e sulla teoria della repressione. — Torino: Fratelli Bocca, 1891.
- Polemica in difesa della Scuola criminale positiva. — Bologna: Zanichelli, 1886. (совместно с Ч. Ломброзо, Э. Ферри и Giulio Fioretti)
- Riparazione alle vittime del delitto. — Torino: Bocca, 1887.
- Contro la corrente! Pensieri sulla proposta abolizione della pena di morte nel progetto del nuovo codice penale italiano. — Napoli: E. Anfossi, 1888.
- Riforma della procedura penale in Italia: progetto in un nuovo codice. — Torino: Bocca, 1889. (совместно с Luigi Carelli)
- La superstizione socialista. — Torino; Roma: Roux Frassati e C., 1895
- Idee sociologiche e politiche di Dante, Nietzsche e Tolstoi: studi seguiti dalla conferenza Ignoranza e criminalità al governo di Parigi nel 1871. — Palermo: A. Reber, 1907
- Metodi educativi di civiltà latina e britannica. — Firenze: Bemporad & figlio, 1911.